# Darkwing Duck
Darkwing Duck is een Amerikaanse animatieserie geproduceerd door The Walt Disney Company. De serie liep van 1991 tot en met 1992, met een totaal van 91 afleveringen.
De serie is een spin-off van de serie DuckTales.

## Verhaal
Darkwing Duck is een eend die in de stad St. Eenderd (Engels: St. Canard) de strijd met de misdaad aangaat. Hiervoor heeft hij een vermomming bestaande uit een paars pak met een grote hoed. In de traditie van Batman zijn de enige personen die zijn geheime identiteit kennen zijn geadopteerde dochter Kwekkelien, zijn hulpje Turbo McKwek die hem "D-en-W" noemt, Kwekkeliens vriendje Koentje Kwakkelvoet en Darkwings latere vriendin Morgana Macaber. Zijn pak, gaspistool en grappige introducties refereren aan de Crimson Avenger.
Darkwing demonstreert een grote hoeveelheid onhandigheid en gebrek aan gezond verstand, dat ontstaat door zijn enorme ego. Desondanks is hij wel degelijk competent als superheld. Op het moment dat hij zich op een zaak stort, gooit hij alle afleiding van zich af en bijt zich erin vast.
In sommige afleveringen is Darkwing freelance agent bij S.H.U.S.H. (een parodie op Marvel Comics' S.H.I.E.L.D.), een geheime organisatie die zo geheim is dat niemand weet waarvoor de letters staan. Bij S.H.U.S.H. moet Darkwing vaak strijden tegen F.O.W.L. (een parodie op SPECTRE uit James Bond).
Darkwings belangrijkste wapen in zijn misdaadbestrijding is zijn gaspistool dat een grote diversiteit aan gassen kan afvuren. Zijn vervoermiddelen zijn voornamelijk de Kwakeljet, een vliegtuig dat eruitziet als een eendenkop en is gebouwd door Turbo McKwek, en een motorfiets met zijspan.
Als er geen misdaad te bestrijden is, is Darkwing zijn alter ego Willem Woerd. In de eerste aflevering woont Darkwing nog in zijn hoofdkwartier op de St. Eenderdbrug. Maar nadat hij Kwekkelien heeft geadopteerd, bezit hij een doorzonwoning naast de Kwakkelvoeten.

## Personages

### Hoofdpersonen
- Darkwing Duck/Willem Woerd (Engels: Drake Mallard): (Johnny Kraaijkamp jr.) De held die de misdaad bestrijdt. Heeft een grote hoed en een nog groter ego. Hoewel Darkwing graag de publiciteit haalt en dit hem met regelmaat duur komt te staan, is hij wel degelijk in staat de misdaad effectief te bestrijden en een goede vader voor Kwekkelien te zijn.

- Kwekkelien Woerd (Engels: Gosalyn Mallard): (Anne-Mieke Ruyten) De geadopteerde dochter van Willem Woerd. Nadat haar opa is vermoord door de handlangers van Taurus Bulba, neemt Darkwing haar in huis en helpt ze (of Darkwing het wil of niet) mee de misdaad bestrijden.

- Turbo McKwek (Engels: Launchpad McQuack): (Rudi Falkenhagen) De brokkenpiloot uit de serie DuckTales. In de pilootaflevering verhuist hij naar St. Eenderd en wordt het hulpje van Darkwing. Ondanks dat zijn hoofd zo goed als leeg is, is hij toch een waardevolle hulp.

### Andere personen
- Koentje Kwakkelvoet (Engels: Honker Muddlefoot): (Maura Renardel de Lavalette) Het onzekere buurjongetje van Kwekkelien. Koentje is een studiebol en weet Darkwing vaak bij te staan met wetenschappelijk advies.

- Hans en Kitty Kwakkelvoet (Engels: Herb en Binkie Muddlefoot): (Just Meijer) en (Maria Lindes) De ouders van Koentje. Zij zijn niet erg snugger en mede daardoor een bron van irritatie voor Willem Woerd.

- Tank Kwakkelvoet (Engels: Tank Muddlefoot): (Trudy Libosan) Koentjes grote (gemene) broer.

- J. Edgar Mover (Engels: J. Gander Hooter): (Reinder van der Naalt) Directeur van S.H.U.S.H., gebaseerd op J. Edgar Hoover.

- Agent Vladimir Goodenov Gryzzlikof: een grizzlybeer, topagent bij S.H.U.S.H. Hij is erg van de regeltjes en kan de manier waarop Darkwing de misdaad bestrijdt daardoor niet uitstaan. Ze maken vrijwel altijd ruzie.

- Roboduck (Engels: Gizmoduck): Turbo's oude vriend, Karel Kraakei (Engels: Fenton Crackshell) en als superheld een rivaal van Darkwing. Hij is een superheld uit Duckstad, die af en toe St. Eenderd bezoekt. Net als Turbo is hij overgenomen uit de serie DuckTales.

- Neptunia de Vissenkoningin: Een vis die gemuteerd is door radioactief afval. Zij strijdt vooral voor een beter milieu.

- Steggy de Dinosaurus (Engels: Stegmutt): (Kas van Iersel) Een stegosaurus die eerst een eend (en conciërge) was tot Professor Dino hem in een dinosaurus veranderde. Is qua karakter erg kinderlijk, maar vergeet daarbij vaak hoe sterk hij eigenlijk is.

- Morgana Macaber: De vriendin van Darkwing. Ze is een heks met twee vleermuizen, Iek en Kwiek. Zoals haar naam doet vermoeden is ze erg van het macabere en spookachtige, maar als slechterik heeft zij haar leven gebeterd.

### Schurken
- NegaDuck: (Johnny Kraaijkamp jr.) Een tegenpool van Darkwing uit het Negaversum. Hij is een psychopaat die in vele opzichten Darkwing Duck is, maar dan zeer kwaadaardig en gestoord. Alle andere schurken zijn bang voor Negaduck, die daardoor met regelmaat als leider van De Verschrikkelijke Vijf fungeert. Draagt een geel pak, met rode hoed en zwart masker/cape. Er is ook een alternatieve versie van NegaDuck, die ontstond doordat Darkwings goede en slechte kant van elkaar werden gescheiden door MegaVolts tronensplijter. Deze versie is eveneens zeer slecht en uit op totale vernietiging van de stad.
- Darkwoesteling Duck (Engels: Darkwarrior Duck): Als Kwekkelien samen met MegaVolt en Snaterbek in de toekomst terecht zijn gekomen is Darkwing zo aangeslagen door het verdwijnen van Kwekkelien dat hij een duistere versie van Darkwing wordt. Hij slaat door in het handhaven van de regels, waardoor zelfs op de kleinste overtreding enorme straffen staan. Hij handhaaft als dictator de wet met harde hand, in een toekomst die gelukkig nooit gebeurde.

- Professor Bastiaan Bladergroen (Engels: Dr. Reginald Bushroot): (Carol van Herwijnen) Een botanicus die zichzelf in een plant/eend hybride heeft veranderd en controle heeft over de plantenwereld (parodie op Poison Ivy uit Batman).

- MegaVolt: (Koos van der Knaap) Een rat die controle heeft over elektriciteit. Hij denkt dat elektrische apparaten door de maatschappij tot slaven zijn gemaakt, en bevrijd dienen te worden.

- Snaterbek (Engels: Quackerjack): (Serge-Henri Valcke) Een gestoorde speelgoedfanaat die altijd een banaan-hoofdige pop bij zich heeft genaamd Meneertje Zaagselkop. (Parodie op de Joker uit Batman.) Later in de serie gaat hij samenwerken met MegaVolt.

- De Wateraar (Engels: The Liquidator): (Jan Nonhof) Een bronwaterfabrikant die door toedoen van Darkwing in een tank met chemicaliën is gevallen en in water is veranderd (parodie op de Hydro-Man uit Spider-Man).

- Professor Mollenstein (Engels: Professor Moliarty): Een mol die aarde wil verduisteren om zo de aarde te veroveren.

- Staalhaan (Engels: Steelbeak): (Arnold Gelderman) Een haan met stalen snavel (parodie op Jaws uit James Bond). Topagent bij F.O.W.L. Heeft ei-mannen als hulpjes.

- Ammonia Bling (Engels: Ammonia Pine): (Mitzi McCall) (Trudy Libosan) Een schoonmaakster die een experimenteel schoonmaakmiddel heeft opgesnoven en een overdreven last van smetvrees heeft.

- Wally Walrus (Engels: Tuskerninni): (Kenneth Mars) (Jan Nonhof) Een filmmaker die zijn plannen door middel van films tot uitwerking brengt. Heeft drie stille maar efficiënte pinguïns bij zich.

- Taurus Bulba: Een stier en Darkwings meest gevreesde vijand. Hij is een crimineel meesterbrein, dat aanvankelijk opereert vanuit de gevangenis. Verantwoordelijk voor de dood van Kwekkeliens opa, probeerde hij diens uitvinding (de stormram) te bemachtigen. Daarmee was Taurus Bulba de eerste grote schurk waartegen Darkwing het opnam. Kwam schijnbaar om toen de stormram ontplofte, maar werd later door F.O.W.L. veranderd in een cyborg.

- Jambalaya Jake: een klein mannetje in een ketelpak die uit Cajun komt.

## Achtergrond
Het idee voor Darkwing Duck ontstond door twee afleveringen van de serie DuckTales: Double-O-Duck, waarin Turbo als geheim agent werkt en een plan van de organisatie F.O.W.L. moet stoppen, en The Masked Mallard, waarin Dagobert Duck een gemaskerde misdaadbestrijder wordt die doet denken aan Darkwing Duck.
Het programma wordt doorgaans gezien als een satire op het superheldengenre. Darkwings kostuum, wapen en introductie zijn allemaal referenties naar helden als Crimson Avenger, The Green Hornet, en vooral The Shadow. De serie bevat parodieën op zowel superhelden uit DC Comics en Marvel Comics als op James Bond.
Darkwing Duck is een van de twee spin-offs van de serie DuckTales, maar het is de enige die duidelijk connecties heeft met de voorgaande serie.